# Woodside Park (park i London)
Woodside Park är en park i Storbritannien.   Den ligger i grevskapet Greater London och riksdelen England, i den södra delen av landet, i huvudstaden London. Woodside Park ligger 35 meter över havet.
Terrängen runt Woodside Park är platt. Runt Woodside Park är det mycket tätbefolkat, med 9 644 invånare per kvadratkilometer. Närmaste större samhälle är City of London, 10,2 km söder om Woodside Park. Runt Woodside Park är det i huvudsak tätbebyggt.